# Corbères
Pour l’article ayant un titre homophone, voir Corbère.
Corbères est une ancienne commune française du département des Pyrénées-Atlantiques. Entre 1795 et 1800, la commune fusionne avec Abère-près-Corbères pour former la nouvelle commune de Corbère-Abères.
Domengeux s'est unie avec Abère à Corbères et le toponyme correspondant s'appelait Corbères-Abère-Domengeux. En 1833, le nom de la commune prit sa forme actuelle, Corbère-Abères.

## Géographie
Corbères est un village du Vic-Bilh, situé au nord-est du département et de Pau.

## Toponymie
Le toponyme Corbère est mentionné au XIIIe siècle (cartulaire de Lescar) et apparaît sous les formes 
Corberas et Courbères (respectivement vers 1550 et 1683, réformation de Béarn) et 
Corbères (1863, dictionnaire topographique Béarn-Pays basque).

## Histoire
Paul Raymond note qu'en 1385, Corbères comptait treize feux et dépendait du bailliage de Lembeye. La baronnie de Corbère était vassale de la vicomté de Béarn.

## Démographie
| 1793 | 1800 |
| ---- | ---- |
| 93   | 104  |

## Culture locale et patrimoine

### Patrimoine religieux
L'église Saint-Orens date partiellement du XIIe siècle. Elle recèle du mobilier, 
un tableau, 
des verrières, 
des dalles funéraires 
et des objets inscrits à l'Inventaire général du patrimoine culturel.

## Pour approfondir